# Weißenburg-Gunzenhausen
Weißenburg-Gunzenhausen é um distrito da Alemanha, na região administrativa da Média Francónia, estado de Baviera. Com uma área de 970,83 km² e com uma população de 95.227 habitantes (2003).

## Cidades e Municípios
| Cidades | Verwaltungsgemeinschaften                                              | Municípios |
| --- | ---------------------------------------------------------------------- | --- |

Cidades e municípios no Landkreis Weißenburg-Gunzenhausen

| 1. Ellingen¹ 2. Gunzenhausen 3. Pappenheim 4. Treuchtlingen 5. Weißenburg in Bayern ¹ administrado por um Verwaltungsgemeinschaft Märkte 1. Absberg 2. Gnotzheim 3. Heidenheim 4. Markt Berolzheim 5. Nennslingen 6. Pleinfeld | 1. Altmühltal 2. Ellingen 3. Gunzenhausen 4. Hahnenkamm 5. Nennslingen | 1. Alesheim 2. Bergen 3. Burgsalach 4. Dittenheim 5. Ettenstatt 6. Haundorf 7. Höttingen 8. Langenaltheim 9. Meinheim 10. Muhr am See 11. Pfofeld 12. Polsingen 13. Raitenbuch 14. Solnhofen 15. Theilenhofen 16. Westheim |